# كفر بني غريان
كفر بني غريان إحدى قرى مركز قويسنا التابع لمحافظة المنوفية في جمهورية مصر العربية.

## السكان
بلغ عدد سكان كفر بني غريان 4,221 نسمة، حسب الإحصاء الرسمي لعام 2006.